# Frédéric Heineken
Frédéric Heineken (* 11. Oktober 1839 in Bremen; †  28. Juni 1897 in Homburg vor der Höhe) war ein deutscher Gutsbesitzer und Mitglied des Preußischen Abgeordnetenhauses.

## Leben
Frédéric Heineken wurde als Sohn des Bremer Konsuls Christian Abraham Heineken (1799–1855) und dessen Ehefrau Averick Standish Parker (1808–1893) geboren.
Nach einer landwirtschaftlichen Ausbildung war er bis 1874 Rittergutsbesitzer in Lüben im niederschlesischen Kreis Lüben, wo er sich mit Eva Bergmann († 1918) verlobte. Er übernahm die Verwaltung des Gutleuthofs, der von der Hessischen Ludwigsbahn durch Kauf erworben wurde. Als die Einrichtung 1882 von einem Privatmann übernommen wurde, betätigte er sich politisch und wurde Stadtverordneter in Frankfurt. Im April 1883 wurde er zum ehrenamtlichen Stadtrat gewählt. Bis zu seinem Tod war er im Stadtausschuss, der Stadtkämmerei, dem Gewerbe- und Verkehrsamt und bei der Hafenkommission tätig.
Von 1886 bis 1887 war er Mitglied des Nassauischen Kommunallandtages des preußischen Regierungsbezirks Wiesbaden bzw. Mitglied des Provinziallandtages der Provinz Hessen-Nassau und hatte
von 1880 bis 1893 als Mitglied der Nationalliberalen Partei einen Sitz im Preußischen Abgeordnetenhaus.

## Öffentliche Ämter
- 1881–1887 Präsident der Landwirtschaftlichen Vereinigung Frankfurt
- 1883 Mitglied im Frankfurter Gesundheitsrrat[2]
- 1883 Präsidiumsmitglied des Vereins der deutschen und österreichisch-ungarischen Bienenwirte[3]
- 1887–1893 Mitglied des Verwaltungsrats der Hessischen Ludwigsbahn[4]
- 1895 Mitglied der Kommission zur Errichtung einer Landwirtschaftskammer im Regierungsbezirk Wiesbaden
- Mitglied des Aufsichtsrats der Ludwigsbahn[5]